# Mats Gustavsson (sparre)
Mats Gustavsson (sparre), död 1419, var en svensk godsägare, riddare, riksråd, landshövding i Vedbo i Jönköpings län i norra Småland på gränsen mot Östergötland, samt 1374 mördare av Gottskalk Falkdal (död 1374), biskop i Linköpings stift 1373–1374. Enligt Hans Gillingstam var Mats Gustavsson son till Gustav Abjörnsson (sparre) som förde en sparre i vapnet, men vars släkttillhörighet inte är helt fastställd. Mats Gustavsson använde Edshult i Södra Vedbo härad som sätesgård under några år, efter att han gift sig med Birgitta Magnusdotter (Aspenäsätten) till Edshult, som var arvegods från  Aspenäsätten. Omgift 11 juni 1410 med Brita Halstensdotter (båt).

## Bakgrunden till mordet

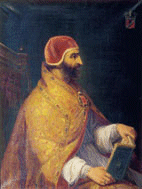
Innozenz VI

Den påvliga blybullan vidhänger i hampsnöre på baksidan av ett brev där den av Hans Gillingstam anförda fadern till Mats Gustavsson, Gustav Abjörnsson (sparre) nämns, när Påve Innocentius VI den 12 december 1359 utfärdar ett brev i Avignon där han underrättar ärkedjäknen vid Linköpings (dom)kyrka om att abboten och konventet i Nydala cistercienskloster i Linköpings stift har klagat vid påvestolen över att Gustav Abjörnsson, Peter i Mörhult (i Svenarums socken) och Klemens Redosven, lekmän från nämnda stift, kränker klostret beträffande vissa gårdar, kvarnar, jordar, ägor, avgälder och andra ting. 
Därför befaller påven ärkedjäknen att sammankalla parterna och hålla förhör i målet och avkunna dom, vilken ej kan överklagas. 
Om de inkallade vittnena drar sig undan på grund av vänskap, hat eller fruktan skall ärkedjäknen genom kyrkans domsrätt tvinga dem att avge sanningsenligt vittnesmål.
Den 14 år senare utsedde biskopen Biskop Gottskalk, var släkt med kung Albrekt av Mecklenburg, och var känd som en nitisk förvaltare av kyrkans egendomar och hävdade kyrkans rätt till treårstionde av stormännens lantegendomar. Biskop Falkdal försökte återerövra många gårdar som tidigare hört till kyrkan, men som nu var i frälsets ägo. Han kom därför i konflikt med stormännen.

## Mordet och botgöringen
Biskopen var i februari 1374 på en resa genom sitt stift. Den 3 februari befann han sig vid Linderås kyrka i Norra Vedbo härad på vägen mellan Rumlaborg och Linköping när han mötte den tjugoårige riddaren Matts Gustafsson och hans följe. Riddaren överföll genast biskopen, som mördades, och åtskilliga av biskopens tillhörigheter togs från hans tjänare.
I det bannlysningsbrev, som genast (7 februari) utfärdades av ärkedjäknen Nicolaus Hermanni och kapitlet, ådömdes dråparna exkommunikation; däremot fritogs landets herrar och rikets furstar från ansvar för dådet.
Matts Gustafsson, som genom sin hustru var befryndad med Bo Jonsson (Grip) och Erengisle Sunesson jarl samt dennes styvson Sten Bengtsson (Bielke), kunde annars misstänkas ha handlat i konung Albrekts eller det danskfientliga stormannapartiets intresse. Man kunde också fråga varför biskop Gotskalk och hans följe med hovmästaren Konrad von Helpten i spetsen ansågo sig behöva draga blankt före Matts Gustafsson och dennes män, varför Vikke von Vitzen ej ingrep till biskopens skydd, varför dråpet blev signalen till en rad övergrepp på biskopsstolens gods och varför marsken Sten Bengtsson (Bielke) och rådet redan 11 februari rekommenderade kapitlet i Linköping att välja konung Albrekts kansler till biskop.
Troligen vistades Matts Gustafsson sedan ett par år utomlands och enligt biskopskrönikan reste han också till Rom för att få påvens avlösning.
För att sona sitt brott tvangs dråparen att instifta ett prebende i Linköpings domkyrka för biskop Gotskalks själ. Av domkapitlet dömdes han dessutom att betala 400 svenska mark till kyrkan för att sona brottet. 
400 mark 1376 motsvarar, enligt Prisomräknare från medeltiden till 2100, en summa av 418 911 svenska kronor år 2020 mätt med konsumentprisindex.
Detta var en ansenlig summa på den tiden och Matts kunde inte uppbringa pengarna. Istället pantsatte han den 11 december 1376, samtliga sina gårdar till den nye Linköpingsbiskopen,  vari ingick Matts Gustavssons arv efter Håkan i Sandsjö, tidigare kanik i Linköping, vilken bör ha varit en nära släkting till honom, och besegler handlingen med ett under hans botgöring använt sigill, försett med en störtad sparre:
| ”                | Matts Gustavsson pantsätter (till Linköpings domkyrka) Ekeberga i Åsarps socken i Redvägs härad i Västergötland, en gård i själva kyrkbyn i Åsarp, två gårdar i Alvared i samma socken, två gårdar i Sundsered i Bottnaryds (nu i Bjurbäcks) socken, Torp (i Lerums socken) med fem landbogårdar och kvarnar i Vättle härad. Vidare pantsätter han all den egendom han skulle ärva efter framlidne Håkan i Sandsjö, tidigare kanik i Linköping, och alla gods i Njudung i Västra härad som han fått av Folke Brynjulfsson, det vill säga Källestorp, Haga och ytterligare två gårdar, liksom all hans egendom på fädernet och mödernet samt hans egendom, köpt eller förvärvad, på vilket sätt detta än kan ha skett och varhelst den ligger i Sverige. Pantsättningen skall gälla fram till dess att ärkebiskopen i Uppsala, övriga biskopar och rikets råd nästa gång sammankommer i närvaro av Nils (Hermansson), biskop i Linköping. När så sker förbinder sig utfärdaren att själv närvara och att av sitt gods instifta en prebenda i Linköpings domkyrka för sig själv och för de följeslagare som var med honom då biskop Gotskalk (Falkdal) dräptes, och för samme biskops själ. Utfärdaren lovar att handla i enlighet med den vilja som uttrycks av ärkebiskopen, biskoparna, riddarna Karl (Ulfsson) av Tofta och Bengt Filipsson samt drotsen i Sverige Bo Jonsson och andra goda män, vilka biskop Nils i Linköping vill utnämna till detta. Om utfärdaren dör före den ovannämnda dagen skall Linköpings domkyrka fritt behålla och uppbära avkastningen av de nämnda egendomarna fram till dess att utfärdarens arvingar instiftat prebendan i Linköpings domkyrka, i enlighet med de goda männens råd. Matts Gustavsson lovar tillsammans med Johan vamme Loo, Kyle Henriksson, Henrik ”Withowet”, Vilhelm Torleifsson, Lasse Ranesson och Abraham Dansson att tillsammans med Vicke van Vitzen och andra goda män bistå Linköpings domkyrka (genom att ansvara för) att Gise van Helpten för sin brors Kort van Helptens räkning gottgjorts för hästar, ägodelar och annat som Korts tjänare miste då biskopen dräptes. Förlikning har även träffats i fråga om allt annat som förevarit mellan Kort och hans tjänare å ena sidan och mellan utfärdaren, hans följeslagare och alla som var med dem å den andra. | „ |
| – SDHK-nr: 10919 | |   |

1379 pantsätter Matts Gustafsson fler gårdar i Mossebo och Älåkra i Sevede: 
| ”                | Matts Gustavsson ingår förlikning med biskop Nils (Hermansson) i Linköping och domkyrkan där angående dråpet på biskop Gotskalk (Falkdal) och andra brott. Matts förbinder sig att ge domkyrkan 400 mark svenska penningar, i så gott mynt som nu gäller. För dessa 400 mark pantsätter han till domkyrkan sina egendomar i Mossebo och Älåkra i Sevede (härad) med alla tillagor inklusive landbor. Utfärdaren ska inte befatta sig med egendomarna efter denna dag utan domkyrkan ska fritt råda över dem och uppbära alla inkomster. Kan han inte återlösa jorden för 400 mark inom tio år tillfaller den domkyrkan för evig tid och med full besittningsrätt. Skulle egendomarna i Mossebo och Älåkra inte ge 20 marks avkastning årligen lovar Matts att lägga till så mycket som saknas av 20 mark, så snart biskopen eller dennes ombud uppmanar honom att göra detta. Utfärdaren lovar att hålla detta avtal i närvaro av vittnena Erengisle Sunesson, jarl av Orkneyöarna, Vicke van Vitzen, fogde i Kalmar, och Sten Bengtsson, rikets marsk. Utfärdaren beseglar tillsammans med de uppräknade herrarna och riddarna. | „ |
| – SDHK-nr: 11445 | |   |

Den 18 maj 1379 pantsätter Matts Gustavsson återigen gården Källestorp i (Norra) Sandsjö till sin släkting Halsten Petersson (båt) till Äpplaholm och Släthult, väpnare och domhavande i Småland: 
| ”                | Matts Gustavsson säljer och upplåter i öppet brev till hederlig man Halsten Petersson för 25 mark sin egendom Källestorp i (Norra) Sandsjö socken med alla tillagor som han fått av Folke Bryniulfsson. Utfärdaren garanterar överlåtelsen gentemot alla som kan komma att motsätta sig den och avhänder sig och sina arvingar egendomen på evig tid till Halsten och hans arvingar. Utfärdaren ber Sune, kyrkoherde i Sandsjö, och Brudd Bengtsson att bevittna och besegla brevet tillsammans med honom själv. | „ |
| – SDHK-nr: 11466 | |   |

## Mats Gustavssons vapenförändring
| Till vänster vapnet med sparre och till höger den störtade sparren. |  | Till vänster vapnet med sparre och till höger den störtade sparren. |
| Till vänster vapnet med sparre och till höger den störtade sparren. |  |                                                                     |

Mats Gustavsson förde normalt i vapnet en sparre, ett vapen som tydligen modifierades efter mordet: När han 11 december 1376 pantsätter ett antal gårdar till Linköpings domkyrka som säkerhet för sitt löfte att vid nästa riksrådsmöte att instifta ett prebende till Linköpings domkyrka, så beseglar han dokumentet med ett unikt sigill, med ett så kallat störtat vapen där det ordinarie vapenmärket vänts upp och ner, i Mats Gustavssons fall den sparre som fördes i vapnet som störtad sparre, och kanske är detta det enda exemplet av en störtad sköld som är känd från någon av Sparreätterna. Kaj Janzon skriver i Vapenbilden: störtad sparre kan i det granskade underlaget med säkerhet endast beläggas för biskop Gotskalks baneman Mats Gustavsson under en begränsad del av hans liv, vilket har tolkats som en symbol för hans botgöring.
Denna sänkta sparre kan ses i SDHK-nr: 10919 av Svenskt Diplomatariums huvudkartotek över medeltidsbreven på sidan SDHK nr 10919, datering 1376-12-11

## Efterspel

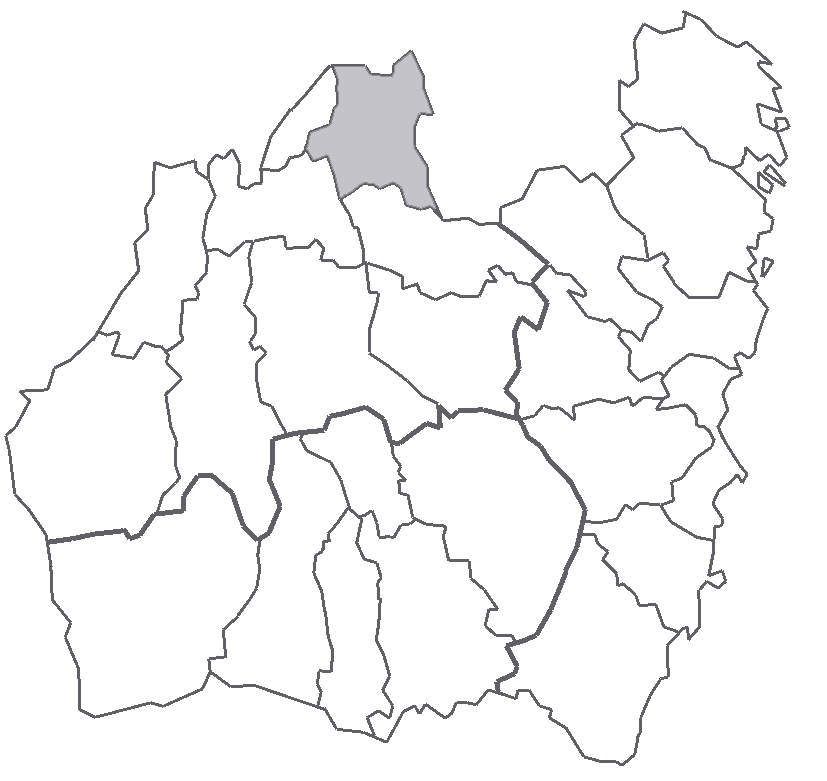
Norra Vedbo härads läge i Småland

För att kunna betala sin bot, skuldsatte sig Mats Gustavsson av ett större antal personer, han nämns 1386 när Riddaren och marsken Sten Bengtssons dom i tvist mellan herr Matts Gustavsson och Bengt Andersson rörande gods, vilka Lars Björnsson genom byte bekommit av Matts Håkansson.,  vidare 1389 när han till Nils Krumme den äldre pantsätter gårdar i östra ”Siarstadha” (Segerstad), en i Nabba, en i ”Hedinsryd” (Hensjö i Reftele socken), en kvarn därstädes och en gård i ”Scallouæna” (Skalleved) i Reftele socken (nu i Kållerstads socken) för 50 mark penningar.,  vidare Luciafton år 1390 när han pantsätter till Bengt Guse sitt gods i ”Byærkaridh” i Hylletofta socken,  och 21 december 1390 när han till Sigge Larsson pantsätter två gods: Källvene (Kälvene socken, Vartofta härad) och Hångsdala (Hångsdala socken, Vartofta härad) att betala i 10 lödiga mark eller i oxar, kor och oskuren kläde.  och han bestämmer den 24 februari 1393 att Vadstena kloster vid hans och hans hustru Birgittas död skall erhålla alla de byggnader han låter uppföra på den tomt som klostret upplåtit till honom. 
1398 upprättas hans hustru Birgitta Magnusdotters testamente, vari hon ger sin make Matts Gustavsson flera gods i Småland. 
Matts Gustavsson tycks först 19 juli 1416 ha återbetalat den sista fordringsägaren, när Olof Blacke i Varvs socken, Västergötland kvitterar de pengar riddaren Matts Gustavsson varit skyldig honom. 
Trots att Mats Gustavsson avträdde större delen av sina egendomar förefaller han ha klarat sig ganska bra, han var senare landshövding i Vedbo och svenskt riksråd, och i Vadstena klosterdiarium står skrivet: Herrans år 1419....begrovs här Mattias Gustavsson, en väl förtjänt krigsman.

## Släktförhållanden

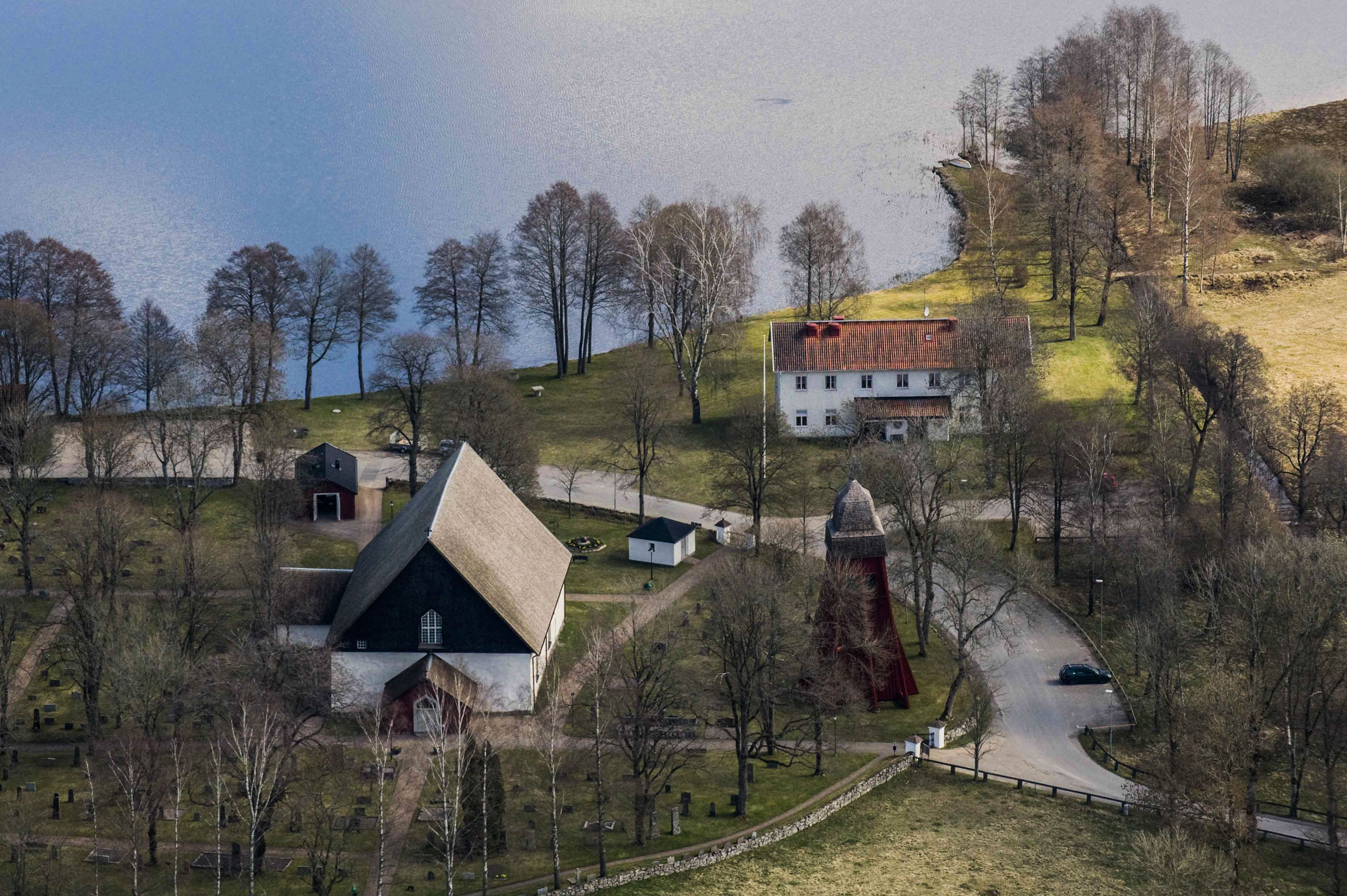
Norra Sandsjö kyrka fotograferad från luften

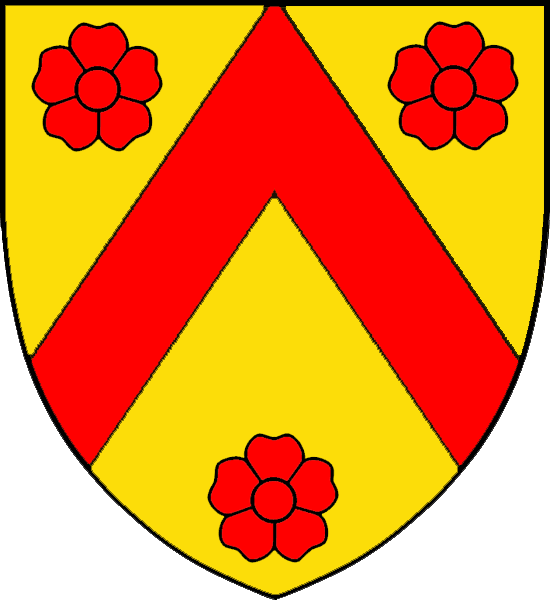
Nils Ambjörnsson förde en sparre jämte tre rosor, två ovan och en nedan

Den omnämnda släktingen, Håkan i Sandsjö, har senare blivit underlag för forskning kring vilka släktingar Matts Gustavsson, hade, och vilka som var hans föräldrar. Hans Gillingstam identifierar denne Håkan som farbror till riddaren och stamfader för yngre ätten Oxenstierna, Bengt Nilsson, som gifte sig med marsken Sten Turessons änka Ingeborg Nilsdotter, som var dotter till Nils Ambjörnsson, och genom detta giftermål kom släkten i besittning av Ängsö, och Bengt Nilsson lyckades även bli både riddare och riksråd, och därmed förde upp ätten i högadelns krets.  Kung Gustav Vasa härstammar från Bengt Nilssons dotter Bengta Bengtsdotter.
Den i dokumentet ovan omnämnde Håkan i Sandsjö, var sannolikt Håkan Bårdsson  (död troligen 1369), gift med Ingrid Abjörnsdotter. Denne Håkan var kanik i Linköping och kyrkoherde i Norra Sandsjö i Småland och förde Oxenstiernas vapen, medan Gustavsson förde en sparre, varför Gillingstam har i sin utredning, har utgått från att Matts Gustavsson var antingen systerson, eller halvbrors son, till Håkan Bårdsson. Gillingstam påvisar i Ätterna Oxenstierna och Vasa under medeltiden, att en dotter med okänt namn till Matts Nilsson i Långserum var gift med först en obekant Abjörn och senare med Torsten Vigolfsson, ätten Oxenstiernas äldste kände stamfader. Abjörns dotter Ingrid var gift med Håkan Bårdsson. Matts Gustavsson uppbar 1385 mansbot av Inge Ingesson (3 stjärnor stolpvis) och Laurens Ingesson (snedbjälke belagd med tre stjärnor) (Stjärnbjälke?) för att de slagit ihjäl Bård Håkansson, som av Gillingstam påvisas vara kusin till Matts Gustafsson, och de av Matts Håkansson till systern Kristina bortpantade godsen år 1374 var i Matts Gustafssons händer genom arvet från Håkan Bårdsson. En anslutande genealogi i Biskop Hans Brasks släktbok anger Matts Gustafsson och tre uppräknade barn till Håkan ”Torprum” som kusiner. Håkan Bårdssons hustru Ingrid ägde, tillsammans med Margareta Abjörnsdotter och Knut Sigvidssons hustru Elena Abjörnsdotter 1340 arvejord i "Fasthada", och de båda sistnämnda systrarna,  är också systrar till Bengt Abjörnsson och Gustaf Abjörnsson. Samtliga syskons jord i "Fastheda" säljs till Halsten Petersson, vilken Margareta Abjörnsdotter 24 augusti 1341 kallar consanguineus (släkting): 
| ”               | Margareta Abjörnsdotter säljer sin andel i gården Berg i Frastad till sin släkting Halstan Petersson. Bengt och Gustav Abjörnssöner, Bengt Torstensson beseglar. | „ |
| – SDHK-nr: 4722 | |   |

Håkan Bårdsson, Bengt och Gustav Abjörnssöner beseglar 23 september 1341 ett köpebrev, utfärdat av Knut Sigvidsson åt sin hustru Elena Abjörnsdotter:
| ”               | Knut Sigvidsson säljer till Halstan Petersson sin hustrus Elena Abjörnsdotters arvegods i Frestad, samt giver såsom ersättning för dessa gods och de gods i Halsås, han sålt till sin svåger Gustav Abjörnsson, åt sin hustru sin större och bättre gård i Yxnavalda. Bengt och Gustav Abjörnssöner, Håkan Bardason samt utfärdaren beseglar. | „ |
| – SDHK-nr: 4729 | |   |

Gillenstams slutledning är Bård Håkansson var son till Håkan Bårdsson och Ingrid, vidare att Ingrid var syster till Elena och Margareta Abjörnsdöttrar, samt Bengt och Gustaf Abjörnssöner, och att den sistnämnde, Gustaf Abjörnsson, var Matts Gustafssons far. 
Den 18 maj 1379 säljer Mats Gustavsson jord i (Norra) Sandsjö socken, som han som han fått av Folke Bryniulfsson, till Halsten Petersson (båt): 
| ”                | Matts Gustavsson säljer och upplåter i öppet brev till hederlig man Halsten Petersson för 25 mark sin egendom Källestorp i (Norra) Sandsjö socken med alla tillagor som han fått av Folke Bryniulfsson. Utfärdaren garanterar överlåtelsen gentemot alla som kan komma att motsätta sig den och avhänder sig och sina arvingar egendomen på evig tid till Halsten och hans arvingar. Utfärdaren ber Sune, kyrkoherde i Sandsjö, och Brudd Bengtsson att bevittna och besegla brevet tillsammans med honom själv. | „ |
| – SDHK-nr: 11466 | |   |

## Grafiskt släktträd över Matts Gustavssons närmsta släktingar
Släktträd upprättat efter den grafiska släkttavla som Hans Gillingstam anger 1952 för Matts Gustavssons familj i utredningen Ätterna Oxenstierna och Vasa under medeltiden: släkthistoriska studier.
|                                                 |                                                 |                                                 |                                                 |                                                 |                                                 |  |  |                  |                  |                  |                  |                  |                  |  |  |                            |                            |                            |                            |                            |                            |           |           |                                              |                                              |                                              |                                              | Mats Nilsson                                              |                                                           |                                                           |                                                           |                                                                      |                                                                      |                                                                      |                                                                      |                                                                      |                                                                      |                    |                    |                                        |                                        |                                        |                                        |                                        |                                        |                             |                             |                                                     |                                                     |                                                     |                                                     |                                                     |                                                     |                   |                   |                   |                   |                   |                   |                     |                     |                     |                     |                     |                     |                  |                  |                  |                  |                  |                  |                                                          |                                                          |                                                          |                                                          |                                                          |                                                          |  |  |  |  |  |  |  |  |  |  |  |  |  |  |  |  |  |  |  |  |  |  |  |  |  |  |  |  |  |  |  |  |  |  |  |  |
|                                                 |                                                 |                                                 |                                                 |                                                 |                                                 |  |  |                  |                  |                  |                  |                  |                  |  |  |                            |                            |                            |                            |                            |                            |           |           |                                              |                                              |                                              |                                              |                                                           |                                                           |                                                           |                                                           |                                                                      |                                                                      |                                                                      |                                                                      |                                                                      |                                                                      |                    |                    |                                        |                                        |                                        |                                        |                                        |                                        |                             |                             |                                                     |                                                     |                                                     |                                                     |                                                     |                                                     |                   |                   |                   |                   |                   |                   |                     |                     |                     |                     |                     |                     |                  |                  |                  |                  |                  |                  |                                                          |                                                          |                                                          |                                                          |                                                          |                                                          |  |  |  |  |  |  |  |  |  |  |  |  |  |  |  |  |  |  |  |  |  |  |  |  |  |  |  |  |  |  |  |  |  |  |  |  |
|                                                 |                                                 |                                                 |                                                 |                                                 |                                                 |  |  |                  |                  |                  |                  |                  |                  |  |  |                            |                            |                            |                            |                            |                            |           |           |                                              |                                              |                                              |                                              |                                                           |                                                           |                                                           |                                                           |                                                                      |                                                                      |                                                                      |                                                                      |                                                                      |                                                                      |                    |                    |                                        |                                        |                                        |                                        |                                        |                                        |                             |                             |                                                     |                                                     |                                                     |                                                     |                                                     |                                                     |                   |                   |                   |                   |                   |                   |                     |                     |                     |                     |                     |                     |                  |                  |                  |                  |                  |                  |                                                          |                                                          |                                                          |                                                          |                                                          |                                                          |  |  |  |  |  |  |  |  |  |  |  |  |  |  |  |  |  |  |  |  |  |  |  |  |  |  |  |  |  |  |  |  |  |  |  |  |
|                                                 |                                                 |                                                 |                                                 |                                                 |                                                 |  |  |                  |                  |                  |                  |                  |                  |  |  |                            |                            |                            |                            | Abjörn NN                  | Abjörn NN                  | Abjörn NN | Abjörn NN | Abjörn NN                                    | Abjörn NN                                    |                                              |                                              | NN Matsdotter Gift med 1. Abjörn NN 2. Torsten Vigolfsson | NN Matsdotter Gift med 1. Abjörn NN 2. Torsten Vigolfsson | NN Matsdotter Gift med 1. Abjörn NN 2. Torsten Vigolfsson | NN Matsdotter Gift med 1. Abjörn NN 2. Torsten Vigolfsson | NN Matsdotter Gift med 1. Abjörn NN 2. Torsten Vigolfsson            | NN Matsdotter Gift med 1. Abjörn NN 2. Torsten Vigolfsson            |                                                                      |                                                                      | Torsten Vigolfsson                                                   | Torsten Vigolfsson                                                   | Torsten Vigolfsson | Torsten Vigolfsson | Torsten Vigolfsson                     | Torsten Vigolfsson                     |                                        |                                        | Ingborg Matsdotter abedissa            | Ingborg Matsdotter abedissa            | Ingborg Matsdotter abedissa | Ingborg Matsdotter abedissa | Ingborg Matsdotter abedissa                         | Ingborg Matsdotter abedissa                         |                                                     |                                                     | Bengta Matsdotter                                   | Bengta Matsdotter                                   | Bengta Matsdotter | Bengta Matsdotter | Bengta Matsdotter | Bengta Matsdotter |                   |                   | Holmborg Matsdotter | Holmborg Matsdotter | Holmborg Matsdotter | Holmborg Matsdotter | Holmborg Matsdotter | Holmborg Matsdotter |                  |                  | Lucia Matsdotter | Lucia Matsdotter | Lucia Matsdotter | Lucia Matsdotter | Lucia Matsdotter                                         | Lucia Matsdotter                                         |                                                          |                                                          |                                                          |                                                          |  |  |  |  |  |  |  |  |  |  |  |  |  |  |  |  |  |  |  |  |  |  |  |  |  |  |  |  |  |  |  |  |  |  |  |  |
|                                                 |                                                 |                                                 |                                                 |                                                 |                                                 |  |  |                  |                  |                  |                  |                  |                  |  |  |                            |                            |                            |                            | Abjörn NN                  | Abjörn NN                  | Abjörn NN | Abjörn NN | Abjörn NN                                    | Abjörn NN                                    |                                              |                                              | NN Matsdotter Gift med 1. Abjörn NN 2. Torsten Vigolfsson | NN Matsdotter Gift med 1. Abjörn NN 2. Torsten Vigolfsson | NN Matsdotter Gift med 1. Abjörn NN 2. Torsten Vigolfsson | NN Matsdotter Gift med 1. Abjörn NN 2. Torsten Vigolfsson | NN Matsdotter Gift med 1. Abjörn NN 2. Torsten Vigolfsson            | NN Matsdotter Gift med 1. Abjörn NN 2. Torsten Vigolfsson            |                                                                      |                                                                      | Torsten Vigolfsson                                                   | Torsten Vigolfsson                                                   | Torsten Vigolfsson | Torsten Vigolfsson | Torsten Vigolfsson                     | Torsten Vigolfsson                     |                                        |                                        | Ingborg Matsdotter abedissa            | Ingborg Matsdotter abedissa            | Ingborg Matsdotter abedissa | Ingborg Matsdotter abedissa | Ingborg Matsdotter abedissa                         | Ingborg Matsdotter abedissa                         |                                                     |                                                     | Bengta Matsdotter                                   | Bengta Matsdotter                                   | Bengta Matsdotter | Bengta Matsdotter | Bengta Matsdotter | Bengta Matsdotter |                   |                   | Holmborg Matsdotter | Holmborg Matsdotter | Holmborg Matsdotter | Holmborg Matsdotter | Holmborg Matsdotter | Holmborg Matsdotter |                  |                  | Lucia Matsdotter | Lucia Matsdotter | Lucia Matsdotter | Lucia Matsdotter | Lucia Matsdotter                                         | Lucia Matsdotter                                         |                                                          |                                                          |                                                          |                                                          |  |  |  |  |  |  |  |  |  |  |  |  |  |  |  |  |  |  |  |  |  |  |  |  |  |  |  |  |  |  |  |  |  |  |  |  |
|                                                 |                                                 |                                                 |                                                 |                                                 |                                                 |  |  |                  |                  |                  |                  |                  |                  |  |  |                            |                            |                            |                            |                            |                            |           |           |                                              |                                              |                                              |                                              |                                                           |                                                           |                                                           |                                                           |                                                                      |                                                                      |                                                                      |                                                                      |                                                                      |                                                                      |                    |                    |                                        |                                        |                                        |                                        |                                        |                                        |                             |                             |                                                     |                                                     |                                                     |                                                     |                                                     |                                                     |                   |                   |                   |                   |                   |                   |                     |                     |                     |                     |                     |                     |                  |                  |                  |                  |                  |                  |                                                          |                                                          |                                                          |                                                          |                                                          |                                                          |  |  |  |  |  |  |  |  |  |  |  |  |  |  |  |  |  |  |  |  |  |  |  |  |  |  |  |  |  |  |  |  |  |  |  |  |
|                                                 |                                                 |                                                 |                                                 |                                                 |                                                 |  |  |                  |                  |                  |                  |                  |                  |  |  |                            |                            |                            |                            |                            |                            |           |           |                                              |                                              |                                              |                                              |                                                           |                                                           |                                                           |                                                           |                                                                      |                                                                      |                                                                      |                                                                      |                                                                      |                                                                      |                    |                    |                                        |                                        |                                        |                                        |                                        |                                        |                             |                             |                                                     |                                                     |                                                     |                                                     |                                                     |                                                     |                   |                   |                   |                   |                   |                   |                     |                     |                     |                     |                     |                     |                  |                  |                  |                  |                  |                  |                                                          |                                                          |                                                          |                                                          |                                                          |                                                          |  |  |  |  |  |  |  |  |  |  |  |  |  |  |  |  |  |  |  |  |  |  |  |  |  |  |  |  |  |  |  |  |  |  |  |  |
|                                                 |                                                 |                                                 |                                                 |                                                 |                                                 |  |  |                  |                  |                  |                  |                  |                  |  |  |                            |                            |                            |                            |                            |                            |           |           |                                              |                                              |                                              |                                              |                                                           |                                                           |                                                           |                                                           |                                                                      |                                                                      |                                                                      |                                                                      |                                                                      |                                                                      |                    |                    |                                        |                                        |                                        |                                        |                                        |                                        |                             |                             |                                                     |                                                     |                                                     |                                                     |                                                     |                                                     |                   |                   |                   |                   |                   |                   |                     |                     |                     |                     |                     |                     |                  |                  |                  |                  |                  |                  |                                                          |                                                          |                                                          |                                                          |                                                          |                                                          |  |  |  |  |  |  |  |  |  |  |  |  |  |  |  |  |  |  |  |  |  |  |  |  |  |  |  |  |  |  |  |  |  |  |  |  |
|                                                 |                                                 |                                                 |                                                 |                                                 |                                                 |  |  |                  |                  |                  |                  |                  |                  |  |  |                            |                            |                            |                            |                            |                            |           |           |                                              |                                              |                                              |                                              |                                                           |                                                           |                                                           |                                                           |                                                                      |                                                                      |                                                                      |                                                                      |                                                                      |                                                                      |                    |                    |                                        |                                        |                                        |                                        |                                        |                                        |                             |                             |                                                     |                                                     |                                                     |                                                     |                                                     |                                                     |                   |                   |                   |                   |                   |                   |                     |                     |                     |                     |                     |                     |                  |                  |                  |                  |                  |                  |                                                          |                                                          |                                                          |                                                          |                                                          |                                                          |  |  |  |  |  |  |  |  |  |  |  |  |  |  |  |  |  |  |  |  |  |  |  |  |  |  |  |  |  |  |  |  |  |  |  |  |
| Margareta Abjörnsdotter Gift med Johan Sonesson | Margareta Abjörnsdotter Gift med Johan Sonesson | Margareta Abjörnsdotter Gift med Johan Sonesson | Margareta Abjörnsdotter Gift med Johan Sonesson | Margareta Abjörnsdotter Gift med Johan Sonesson | Margareta Abjörnsdotter Gift med Johan Sonesson |  |  | Bengt Abjörnsson | Bengt Abjörnsson | Bengt Abjörnsson | Bengt Abjörnsson | Bengt Abjörnsson | Bengt Abjörnsson |  |  | Gustav Abjörnsson (sparre) | Gustav Abjörnsson (sparre) | Gustav Abjörnsson (sparre) | Gustav Abjörnsson (sparre) | Gustav Abjörnsson (sparre) | Gustav Abjörnsson (sparre) |           |           | Elena Abjörnsdotter Gift med Knut Sigvidsson | Elena Abjörnsdotter Gift med Knut Sigvidsson | Elena Abjörnsdotter Gift med Knut Sigvidsson | Elena Abjörnsdotter Gift med Knut Sigvidsson | Elena Abjörnsdotter Gift med Knut Sigvidsson              | Elena Abjörnsdotter Gift med Knut Sigvidsson              |                                                           |                                                           | Ingrid Abjörnsdotter Gift med Håkan Bårdsson                         | Ingrid Abjörnsdotter Gift med Håkan Bårdsson                         | Ingrid Abjörnsdotter Gift med Håkan Bårdsson                         | Ingrid Abjörnsdotter Gift med Håkan Bårdsson                         | Ingrid Abjörnsdotter Gift med Håkan Bårdsson                         | Ingrid Abjörnsdotter Gift med Håkan Bårdsson                         |                    |                    | Ingeborg Torstensdotter Nunna i Gudhem | Ingeborg Torstensdotter Nunna i Gudhem | Ingeborg Torstensdotter Nunna i Gudhem | Ingeborg Torstensdotter Nunna i Gudhem | Ingeborg Torstensdotter Nunna i Gudhem | Ingeborg Torstensdotter Nunna i Gudhem |                             |                             | Nils Torstensson                                    | Nils Torstensson                                    | Nils Torstensson                                    | Nils Torstensson                                    | Nils Torstensson                                    | Nils Torstensson                                    |                   |                   | Bengt Torstensson | Bengt Torstensson | Bengt Torstensson | Bengt Torstensson | Bengt Torstensson   | Bengt Torstensson   |                     |                     | Mats Torstensson    | Mats Torstensson    | Mats Torstensson | Mats Torstensson | Mats Torstensson | Mats Torstensson |                  |                  | Håkan Torstensson Kanik i Linköping Kyrkoherde i Sandsjö | Håkan Torstensson Kanik i Linköping Kyrkoherde i Sandsjö | Håkan Torstensson Kanik i Linköping Kyrkoherde i Sandsjö | Håkan Torstensson Kanik i Linköping Kyrkoherde i Sandsjö | Håkan Torstensson Kanik i Linköping Kyrkoherde i Sandsjö | Håkan Torstensson Kanik i Linköping Kyrkoherde i Sandsjö |  |  |  |  |  |  |  |  |  |  |  |  |  |  |  |  |  |  |  |  |  |  |  |  |  |  |  |  |  |  |  |  |  |  |  |  |
| Margareta Abjörnsdotter Gift med Johan Sonesson | Margareta Abjörnsdotter Gift med Johan Sonesson | Margareta Abjörnsdotter Gift med Johan Sonesson | Margareta Abjörnsdotter Gift med Johan Sonesson | Margareta Abjörnsdotter Gift med Johan Sonesson | Margareta Abjörnsdotter Gift med Johan Sonesson |  |  | Bengt Abjörnsson | Bengt Abjörnsson | Bengt Abjörnsson | Bengt Abjörnsson | Bengt Abjörnsson | Bengt Abjörnsson |  |  | Gustav Abjörnsson (sparre) | Gustav Abjörnsson (sparre) | Gustav Abjörnsson (sparre) | Gustav Abjörnsson (sparre) | Gustav Abjörnsson (sparre) | Gustav Abjörnsson (sparre) |           |           | Elena Abjörnsdotter Gift med Knut Sigvidsson | Elena Abjörnsdotter Gift med Knut Sigvidsson | Elena Abjörnsdotter Gift med Knut Sigvidsson | Elena Abjörnsdotter Gift med Knut Sigvidsson | Elena Abjörnsdotter Gift med Knut Sigvidsson              | Elena Abjörnsdotter Gift med Knut Sigvidsson              |                                                           |                                                           | Ingrid Abjörnsdotter Gift med Håkan Bårdsson                         | Ingrid Abjörnsdotter Gift med Håkan Bårdsson                         | Ingrid Abjörnsdotter Gift med Håkan Bårdsson                         | Ingrid Abjörnsdotter Gift med Håkan Bårdsson                         | Ingrid Abjörnsdotter Gift med Håkan Bårdsson                         | Ingrid Abjörnsdotter Gift med Håkan Bårdsson                         |                    |                    | Ingeborg Torstensdotter Nunna i Gudhem | Ingeborg Torstensdotter Nunna i Gudhem | Ingeborg Torstensdotter Nunna i Gudhem | Ingeborg Torstensdotter Nunna i Gudhem | Ingeborg Torstensdotter Nunna i Gudhem | Ingeborg Torstensdotter Nunna i Gudhem |                             |                             | Nils Torstensson                                    | Nils Torstensson                                    | Nils Torstensson                                    | Nils Torstensson                                    | Nils Torstensson                                    | Nils Torstensson                                    |                   |                   | Bengt Torstensson | Bengt Torstensson | Bengt Torstensson | Bengt Torstensson | Bengt Torstensson   | Bengt Torstensson   |                     |                     | Mats Torstensson    | Mats Torstensson    | Mats Torstensson | Mats Torstensson | Mats Torstensson | Mats Torstensson |                  |                  | Håkan Torstensson Kanik i Linköping Kyrkoherde i Sandsjö | Håkan Torstensson Kanik i Linköping Kyrkoherde i Sandsjö | Håkan Torstensson Kanik i Linköping Kyrkoherde i Sandsjö | Håkan Torstensson Kanik i Linköping Kyrkoherde i Sandsjö | Håkan Torstensson Kanik i Linköping Kyrkoherde i Sandsjö | Håkan Torstensson Kanik i Linköping Kyrkoherde i Sandsjö |  |  |  |  |  |  |  |  |  |  |  |  |  |  |  |  |  |  |  |  |  |  |  |  |  |  |  |  |  |  |  |  |  |  |  |  |
|                                                 |                                                 |                                                 |                                                 |                                                 |                                                 |  |  |                  |                  |                  |                  |                  |                  |  |  | Mats Gustafsson (sparre)   | Mats Gustafsson (sparre)   | Mats Gustafsson (sparre)   | Mats Gustafsson (sparre)   | Mats Gustafsson (sparre)   | Mats Gustafsson (sparre)   |           |           |                                              |                                              |                                              |                                              |                                                           |                                                           |                                                           |                                                           | Bård Håkansson mördad av bröderna Inge Ingesson och Laurens Ingesson | Bård Håkansson mördad av bröderna Inge Ingesson och Laurens Ingesson | Bård Håkansson mördad av bröderna Inge Ingesson och Laurens Ingesson | Bård Håkansson mördad av bröderna Inge Ingesson och Laurens Ingesson | Bård Håkansson mördad av bröderna Inge Ingesson och Laurens Ingesson | Bård Håkansson mördad av bröderna Inge Ingesson och Laurens Ingesson |                    |                    |                                        |                                        |                                        |                                        |                                        |                                        |                             |                             | Bengt Nilsson stamfader för yngre ätten Oxenstierna | Bengt Nilsson stamfader för yngre ätten Oxenstierna | Bengt Nilsson stamfader för yngre ätten Oxenstierna | Bengt Nilsson stamfader för yngre ätten Oxenstierna | Bengt Nilsson stamfader för yngre ätten Oxenstierna | Bengt Nilsson stamfader för yngre ätten Oxenstierna |                   |                   |                   |                   |                   |                   |                     |                     |                     |                     |                     |                     |                  |                  |                  |                  |                  |                  |                                                          |                                                          |                                                          |                                                          |                                                          |                                                          |  |  |  |  |  |  |  |  |  |  |  |  |  |  |  |  |  |  |  |  |  |  |  |  |  |  |  |  |  |  |  |  |  |  |  |  |

## Familj
Mats Gustavsson var gift (före 27 mars 1379 då han pantsatte gods, som tillhört Nils Sverkersson) med 1) Birgitta Magnusdotter (Aspenäsätten) till Edshult i Södra Vedbo härad, dotter till Magnus Knutsson (Aspenäsätten), och 11 juni 1410 omgift med 2) med Brita Halstensdotter (båt), dotter till väpnaren och domhavanden i Småland, Halsten Petersson (båt) till Äpplaholm och Släthult, och Katarina Svensdotter (Sparre av Hjulsta och Ängsö). En källa hävdar att han hade minst tre barn, varav två söner; Anders Mathiasson och Gustaf Mattisson. medan Biskop Hans Brasks släktbok hävdar att han hade inga söner men flera döttrar, det hävdas vidare att påståenden om att han var far till Gustaf Matsson, saknar anknytning eller bekräftelse i privatbrev. 
I källor bekräftade barn:
1. Ingelöv Matsdotter (sparre), gift med Bengt Dansson (båt) och hade (bland andra?) dottern Birgitta Bengtsdotter (båt) som var gift 1) omkring 1422 med Magnus Drake i Kalvenäs (barnlöst äktenskap ) och 2) med dansken Erik Pedersen (Urup). Birgitta nämns i livet senast 4 oktober 1474.[22] En arvskifteshandling från 1489 visar att hon och dottern Kerstin då var avlidna.[23] Arvet delades då mellan barnbarnen Bengt och Nils Ryning samt deras svåger Påvel Kyle, på systern Sigrids vägnar. Godset låg i Handbörds, Stranda och Tunaläns härader, samt i någon mån i Möre och i Aska härad i Östergötland.

Från Mats Gustavsson genom hans dotter, härstammar delar av ätterna Urup, Ryning och senare Kyle och Moltke av Ljungby.